# Тизенгауз, Игнатий
Игнатий Тизенгауз (1760—1822) — польско-литовский аристократ из литовской ветви остзейского рода Тизенгаузен, во время Отечественной войны 1812 года — один из лидеров литовских коллаборантов.

## Биография
К 1793 году — генерал-майор армии Великого княжества Литовского в составе армии Речи Посполитой, администратор (консуляр) Лидского повета во времена Тарговицкой конфедерации (1792), шеф полка Пешей гвардии Великого Княжества Литовского (1793). 
После разделов Польши, с 1793 по 1795 год, по некоторым данным, находился в России под арестом, после чего отпущен. После этого — богатый землевладелец в русском подданстве, владелец усадеб Рокишки и Желудок, дома в Вильно и другой недвижимости в Литве. Был владельцем нескольких тысяч крепостных крестьян.
В 1812 году — член Временного правительства Литвы, которое было организовано Наполеоном в помощь своему военному управлению. После поражения французов в Москве, вместе с ними выехал из России в Варшаву и далее. На его имущество должен был быть наложен секвестр, который в результате, однако, был снят. После окончания войны вернулся в Россию, никакому наказанию не подвергся, все поместья и земли получил назад. 

## Награды
- Орден Святого Станислава (1782).
- Орден Белого Орла (1792).

## Семья
- Дядя — Антоний Тизенгауз (1733—1785), богатейший польский магнат, основатель ряд мануфактур, землевладелец, которому принадлежала значительная часть Беловежской пущи.
- Жена — Марианна Пшездецкая (1763—1843), дочь влиятельного государственного деятеля Антония Пшездецкого (1718—1772) и Катарины Огинской (1725—?). Через несколько лет после замужества супруги разошлись и проживали раздельно.
- Сын — Константин Тизенгауз (1786—1853), в 1812 году вместе с отцом перешёл на службу к Наполеону, возглавлял пехотный полк в походе на Москву, позднее — известный учёный-орнитолог. Унаследовал усадьбу Рокишки.
- Сын — Рудольф Тизенгауз (1782—1830) в 1812 году на свои средства сформировал роту конной артиллерии для армии Наполеона, которую позже сам же и возглавлял. Унаследовал усадьбу Желудок, где ранее сформировал свою роту.
- Дочь — София, в браке графиня Шуазёль-Гуфье (1790—1878), фрейлина императора Александра I, преданная России и ему лично. Единственная в семье, отнеслась к вторжению французов неодобрительно. Появилась на балу у Наполеона в Вильне с русским фрейлинским шифром, чтобы тем самым досадить ему, что было замечено самим Наполеоном и привлекло всеобщее внимание. После изгнания Наполеона из России добилась от императора Александра снятия секвестра с имущества семьи. Писательница; автор высокохудожественных апологетических мемуаров об Александре I.